# André Poisson
André Poisson  (* 28. Februar 1923 bei Angers, Frankreich als Étienne Poisson; † 20. April 2005 in La Grande Chartreuse, Frankreich) war ein französischer Mönch und von 1967 bis 1997 Prior der Grande Chartreuse und Generalminister des Kartäuserordens.
Poisson machte sein Abitur und studierte an der École Polytechnique in Paris. 1946 trat er in die Grande Chartreuse ein. Bei der Einkleidung nahm er den Ordensnamen André an. Am 2. Februar 1948 legte er seine Profess ab. 1954 wurde er zum Priester geweiht. 
Am 8. Mai 1967 wurde er zum Prior der Grande Chartreuse gewählt. Zugleich wurde er damit auch Generalminister des Ordens. Da die Wahl kurz nach dem Zweiten Vatikanischen Konzil erfolgte, hatte er die Ordensstatuten anzupassen. In seiner Amtszeit wurden die ersten Kartausen außerhalb Europas gegründet. 1997 trat er als Generalminister und Prior der Grande Chartreuse zurück. Danach war er zwei Jahre Prior der Kartause Transfiguration in Vermont, USA. Anschließend war er bis 2001 Spritual der Kartäuserinnen von Vedana, einer ehemaligen Männerkartause. Dann zog er in die Grande Chartreuse zurück.